# Бишофия
Бишофия (лат. Bischofia) — род деревянистых растений семейства Филлантовые (Phyllanthaceae).

## Ботаническое описание
Деревья, обычно двудомные, редко однодомные, с красным или красноватым млечным соком. Листья очерёдные, обычно скучены у верхушек побегов, длинночерешковые, непарноперистые, из 3 (5) листочков, края зубчато-пильчатые; прилистники серповидные, быстро опадающие.
Соцветия однополые, кистевидные или метелковидные тирсы. Цветоножки присутствуют. Плоды — ягодовидные костянки.

## Таксономия
Bischofia Blume, Bijdr. Fl. Ned. Ind. 17: 1168 (1827)
Род назван в честь немецкого ботаника Готтлиба Вильгельма Бишоффа.

### Синонимы
- Microelus Wight & Arn. (1833)
- Stylodiscus Benn. (1838)

### Виды
Род включает 2 вида:
- Bischofia javanica Blume typus — Бишофия яванская
- Bischofia polycarpa (H.Lév.) Airy Shaw — Бишофия многоплодная